# Віловатово
Вилова́тово (рос. Виловатово, марій. Виловат) — село у складі Гірськомарійського району Марій Ел, Росія. Адміністративний центр Виловатовського сільського поселення.

## Населення
Населення — 1360 осіб (2010; 1278 у 2002).
Національний склад (станом на 2002 рік):
- марі — 70 %